# NGC 4767B
NGC 4767B is een balkspiraalstelsel in het sterrenbeeld Centaur. Het hemelobject werd op 21 april 1835 ontdekt door de Britse astronoom John Herschel.

## Synoniemen
- ESO 323-41
- MCG -7-27-15
- DCL 379
- IRAS 12519-3934
- PGC 43954